# Andaraí (vapor)
O vapor Andaraí foi um navio incorporado à Armada Imperial Brasileira durante a Guerra do Paraguai. Único a ostentar esse nome na história da marinha brasileira, recebeu a designação em referência ao município de Andaraí, na Bahia, cujo nome, de origem tupi-guarani, significa "Rio dos Morcegos". Originalmente um vapor mercante, foi fretado pelo governo imperial para atender às demandas logísticas do conflito contra o Paraguai, sendo integrado à esquadra para o transporte de tropas e suprimentos.
Em 30 de junho de 1867, o navio participou das operações de apoio ao Terceiro Corpo do Exército Imperial Brasileiro, comandado pelo General Osório, na margem do Rio Paraná. Nessa ocasião, o Andaraí desempenhou a função de transportar artilharia e bagagens, facilitando a movimentação das tropas de Itati para o Passo da Pátria, em julho do mesmo ano. Andaraí é um dos exemplos de navios mercantes adaptados para fins militares no contexto das operações fluviais da guerra.